# Poa lamii
Poa lamii är en gräsart som beskrevs av Pieter Jansen. Poa lamii ingår i släktet gröen, och familjen gräs. Inga underarter finns listade i Catalogue of Life.